# Hexatoma (Eriocera) chrysoptera
Hexatoma (Eriocera) chrysoptera is een tweevleugelige uit de familie steltmuggen (Limoniidae). De soort komt voor in het Neotropisch gebied.